# Heinz Preussner
Heinz Preussner, né le 22 octobre 1900 à Berlin et mort en juillet 1945 au camp soviétique de Vesow, fut un juriste de la Gestapo et un juge du Volksgerichtshof.

## Biographie
Après des études juridiques, Preussner devient assesseur et fonctionnaire d'État à Francfort sur l'Oder. Le 1er mars 1932, il adhère au NSDAP.
En 1933, Preussner participe à la fondation de la Gestapo du Brandebourg. En 1934, il est affecté au ministère de la justice.
En 1937, Preussner entre au Volksgerichtshof comme conseiller. De 1941 à 1945, il y siège comme juge, avec le rang de directeur de justice. En particulier, il suit dans ses déplacements une chambre itinérante, le 2e sénat du VGH, chargée de la répression visant les étrangers travaillant en Allemagne et les résistants déportés en vertu du décret Nacht und Nebel. Le président du 2e sénat est Wilhelm Crohne, les juges sont Heino von Heimburg, Hermann Stutzer, Kurt Lasch (de) (chef SA) et Hans Kleeberg (chef Hitlerjugend). L'avocat général est Gerhard Görisch.
Le 17 mai 1945, Preussner arrêté par les Soviétiques est interné au camp de concentration de Vesow, près Werneuchen (Brandebourg), où il meurt deux mois plus tard.